# Selektivita vzdělávacího systému
Selektivitu vzdělávacího systému chápeme jako rozřazování žáků do jednotlivých vzdělávacích proudů (do diferencovaných vzdělávacích zařízení a diferencovaných vzdělávacích programů) na základě výběru. Tento pojem úzce souvisí se stratifikací, tedy mírou, "do jaké jsou uvnitř vzdělávacích systémů různé typy škol, které mají odlišné kurikulum, které je považováno za „vyšší a nižší“", jíž je možnost výběru podmíněna. Míra selektivity vzdělávacího systému se proměňuje podle uspořádání vzdělávací soustavy (vymezení vzdělávacích institucí a určení jejich návazností) v tom kterém státě. Takto rozlišujeme státy s vysokou (např. Česká republika) a nízkou (např. Finsko) mírou selektivity. V dnešní době je selektivita před dokončením povinné školní docházky ve vzdělávacích systémech vnímána spíše negativně, neboť její existence neodpovídá politice rovných šancí na vzdělávání a dále prohlubuje rozdíly ve společnosti (dochází k reprodukci vzdělanostní, ekonomické, sociální a kulturní nerovnosti).

## Kdo vybírá a co jeho volbu podmiňuje
Selektivita vzdělávání obsahuje tři základní komponenty – jaká existuje pestrost nabízených možností; kdo vybírá; na základě čeho vybírá.

Volba vzdělávacího proudu určuje životní dráhu jedince od raného dětství, tím kdo vybírá, je, zdá se, samo dítě (žák). Ovšem až do věku plnoletosti (18 let) je za nezletilého (až na výjimky) právně odpovědný jeho zákonný zástupce (rodič; poručník, pěstoun, opatrovník). Jako takový je zodpovědný i za povinnou školní docházku dítěte a je také tím, kdo o vzdělávací výchově dítěte rozhoduje především, neboť dítě na takovou volbu nemá dostatek schopností a informací. "Čím je dítě mladší, tím více o něm rozhodují možnosti a aspirace jeho rodiny a nikoliv jeho schopnosti a dovednosti." Výběr té které vzdělávací dráhy se tedy odvíjí od ekonomické situace rodiny (řada vzdělávacích programů je za úhradu), ale je také ovlivňován dalším důležitým aspektem. Ačkoliv je selektivita vnímána jako svobodná volba s cílem dosáhnout co nejkvalitnějšího vzdělání konkrétního dítěte (žáka), řada sociologických teorií tvrdí, že na každého jedince má jeho sociálně-ekonomický status takový vliv, že je jeho sociálně-kulturní dědictví (ač třeba nevědomým) determinantem jeho volby – rozhodování při výběru vzdělávacího proudu tedy není u těch, kdo vybírají (rodiče, děti), svobodné: „Zdá se, že selektivní systém již pouhou existencí volby zvyšuje aspirace rodičů nadaných žáků a snižuje aspirace rodičů nenadaných žáků. Všichni již jakoby předem vědí, kam v systému patří a co mohou od školy očekávat.“
"Rodiče s různým socioekonomickým statusem mají různé strategie výběru školy. (...) Ukazuje se totiž například, že na (...) víceletých gymnáziích, která mají reprezentovat nejvyšší stupeň akademické náročnosti, studují děti rodičů s vysokým socioekonomickým postavením spíše než děti skutečně nadané. (...) Romské děti bývají do zvláštních škol (současných škol praktických), které jsou jinak určeny pro žáky s mentálním postižením, umísťovány jen na základě své etnické příslušnosti, nikoli v souvislosti se svými rozumovými schopnostmi. (...) Mnozí romští rodiče se zařazení svého dítěte do praktických škol nebrání a někdy ho i vyžadují. Romové totiž podle disertační práce Martina Kaleji (2010) význam vzdělání zpravidla chápou, ale mají obavy, zda dítě školu zvládne."

## Na jakých úrovních selektivita probíhá
Výběr vzdělávacího proudu úzce souvisí s možností volby v konkrétním čase, kdy se o dalším směřování dítěte (žáka) ve smyslu vzdělávání rozhoduje. Možností volby vzdělávacích proudů v rámci vnější diferenciace existuje nepřeberné množství. Vybírat lze nejen na úrovni různých typů vzdělávacích organizací (škol), ale také v rámci jedné vzdělávací instituce lze volit mezi řadou vzdělávacích programů. Ty je možno dělit podle kvantitativních (IQ, známky,...) a kvalitativních (specializace na konkrétní oblast podle dovedností nebo hodnotových měřítek – jazyková třída, matematická třída, rozšířená výuka tělesné výchovy, rozšířená výuka informatiky, aj. – např. Základní škola a Mateřská škola Věry Čáslavské, Praha 6) měřítek. Momentů rozhodování o budoucnosti dítěte je v procesu institucionální výchovy celá řada, klíčovými jsou především ty, kdy se rozhoduje o postupu na další úroveň vzdělávání.

## Struktura selektivity vzdělávání na úrovni škol v ČR
- předškolní výchova[13] (obvykle pro děti od tří do šesti let, od 2017/2018 povinné pro dítě, které do začátku školního roku dovrší 5 let[14]) – v každém školním roce možnost výběru spádové veřejné mateřské školy; jiné veřejné mateřské školy; soukromé mateřské školy; firemní mateřské školy; individuální formy vzdělávání; přípravné třídy základní školy
- první stupeň základního vzdělání[13] (obvykle pro děti od 6 let) – v každém školním roce možnost výběru spádové veřejné školy; jiné veřejné školy; církevní školy; soukromé školy; zahraniční školy; individuální formy vzdělávání
  - ve 3. třídě možnost volby – přechod na jazykovou školu

- druhý stupeň základního vzdělání[13] – v každém školním roce možnost výběru spádové veřejné školy; jiné veřejné školy; církevní školy; soukromé školy; zahraniční školy; individuální formy vzdělávání
  - po dokončení 5. ročníku možnost volby – přechod na konzervatoř; víceletá gymnázia
  - po dokončení 7. ročníku možnost volby – víceletá gymnázia

- střední stupeň vzdělávání[13] – v každém školním roce možnost výběru gymnázia (čtyřletého, v případě volné kapacity víceletého); střední odborné školy (SOŠ); středního odborného učiliště (SOU); konzervatoře; u všech typů škol opět možnost volby veřejné školy; církevní školy; soukromé školy; zahraniční školy; individuální formy vzdělávání
- stupeň vyššího odborného vzdělání[p 2]

- vysokoškolský stupeň vzdělávání[13] – v každém školním roce možnost výběru veřejné vysoké školy; státní vysoké školy; církevní vysoké školy; soukromé vysoké školy; zahraniční vysoké školy

## Dopady selektivity vzdělávání
Pro selektivitu vzdělávacího systému existují jak podpůrná tak zamítavá stanoviska (např. viz efekty diferenciace v článku "Diferenciace vzdělávání"). Zastánci selektivity vzdělávání považují možnost výběru vzdělávacího proudu za své nezadatelné právo. "Kromě toho argumentují i zvýšením kvality poskytovaného vzdělání díky vzájemné konkurenci škol – školy jsou nuceny bojovat o rodiče, nabízet lepší služby a tím se zlepšují. Tento efekt však řada výzkumů zpochybňuje (Farell, Jones, 2000; Matějů, Straková et al., 2006; Whelan, 2009; Matějů, Straková, Veselý, 2010). Naopak je upozorňováno na negativní efekty jako zvyšování socioekonomické či etnické segregace ve školách (např. Alrichter, Bacher, Beham, Nagy, Wetzelhütter, 2011; Rabovsky, 2011)." Na jedné straně se díky existenci selektivity rodiny aspirující na nejvyšší možný stupeň vzdělání svého dítěte často dostávají pod enormní tlak, dostát svému sociálně-ekonomickému statusu, na druhé naopak rodiny z nižších společenských vrstev nemají k výběru vzdělávacího proudu přístup (dochází k vytváření vzdělanostní nerovnosti). "Výběr školy rodiči v rámci klientského modelu sám o sobě patrně způsobuje v praxi vzdělávacím systémům mnoho problémů, od snižování rovnosti šancí na vzdělání až po nenaplněné očekávání ohledně lepších vzdělávacích výsledků." Na silné selektivitě vzdělávání (kupříkladu právě v ČR) pak v neposlední řadě tratí celá společnost, neboť se tak ochuzuje o talenty, které nedokáže díky selektivitě a vzdělanostním nerovnostem vytěžit.